# Captato (Diss Gacha)
Captato è un brano musicale del rapper italiano Diss Gacha.

## Il brano
Il singolo, incluso Nell'EP di debutto dell'artista Cultura è stato pubblicato nell'aprile del 2023 e ha riscosso un grande successo commerciale, venendo certificato anche disco d'oro.
Il brano è diventato anche virale su TikTok.